# داون ولز
 داون ولز (انگلیسی: Dawn Wells؛ زادهٔ ۱۸ اکتبر ۱۹۳۸ – درگذشتهٔ ۳۰ دسامبر ۲۰۲۰) یک هنرپیشه اهل ایالات متحده آمریکا بود. وی از سال ۱۹۶۱ میلادی تا ۲۰۱۹ مشغول فعالیت بود.